# Ingeniería de procesos

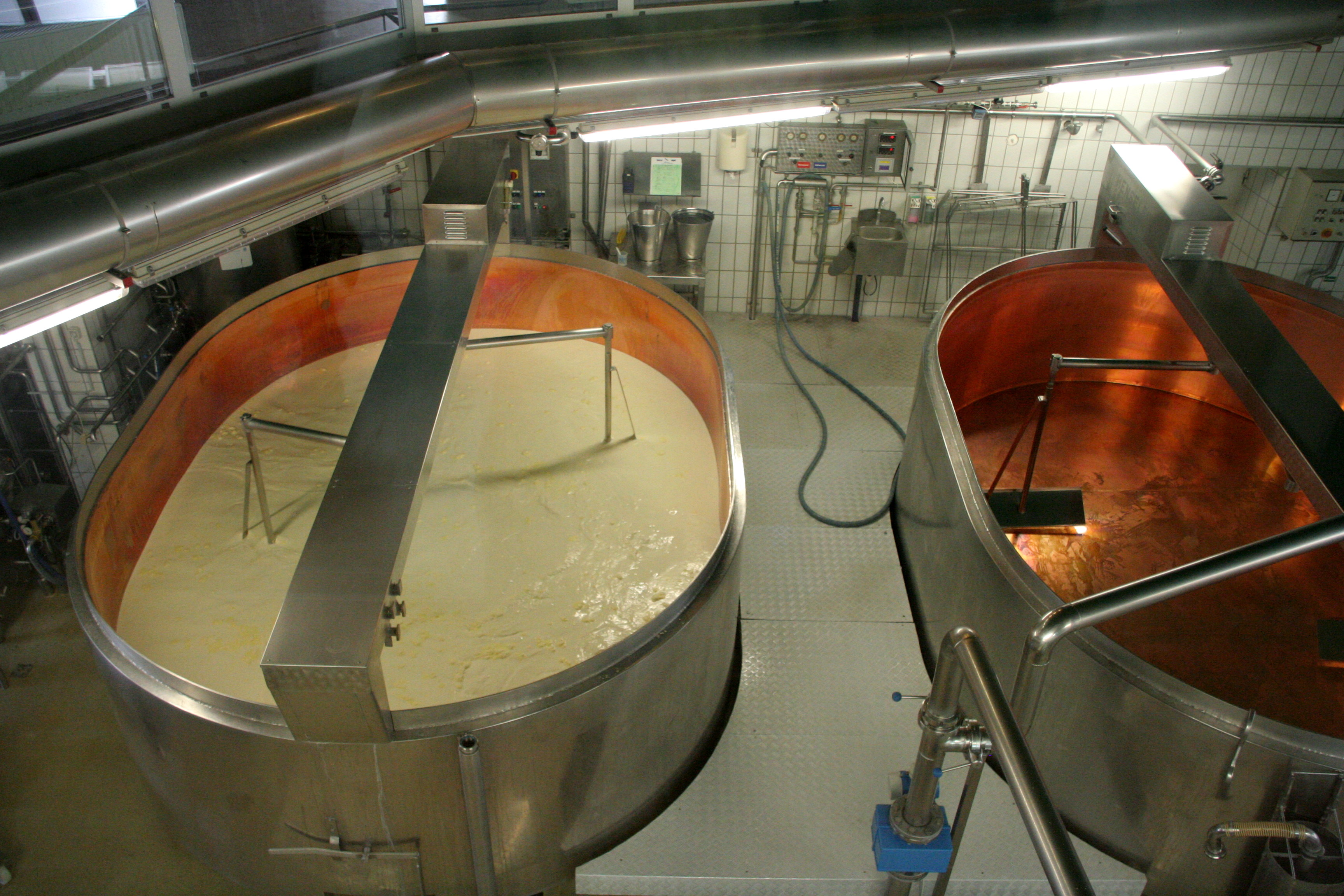
Producción de queso

La ingeniería de procesos combina especialidades de áreas cómo la biología, química, física e informática para estudiar los diferentes procesos de conversión de la materia. La ingeniería de procesos estudia las operaciones por las que se crean productos a partir de sustancias por medio de procedimientos fisicoquímicos o biológicos. 
La ingeniería de procesos busca optimizar los procesos bajo ciertas restricciones que aseguren la sostenibilidad económica, ambiental y social de los mismos. Por tanto, los ingenieros de procesos aplican la ciencia, matemáticas e ingeniería para transformar la materia y la energía. Los ingenieros de procesos diseñan, construyen, controlan, operan y administran diferentes procesos alrededor del mundo, en industrias como: petroquímica, farmacéutica, pulpa y papel, cementos, química, alimentos y bebidas , agroindustria, textiles o de tratamiento de aguas, entre otras. Aunque tradicionalmente la ingeniería de procesos se ha enfocado en producir más rápido, más barato y más simple, hoy en día los ingenieros de procesos además deben considerar cómo producir de manera más segura y sostenible por el mayor tiempo posible, considerando las necesidades de las generaciones futuras.
La ingeniería de procesos está altamente relacionada con la ingeniería química. El nombre de ingeniería química surge de un contexto histórico en el que se intentaron fusionar conceptos de  química industrial con ingeniería mecánica, por lo cual se le otorgó este nombre. Inicialmente, la ingeniería química como profesión se desarrolló en torno del concepto de operaciones unitarias. Posteriormente, se comprendió que el desarrollo de procesos químicos requería no solo de la comprensión de operaciones unitarias, con lo que se introdujo el concepto de fenómenos de transporte para considerar las limitaciones cinéticas en los procesos, adicionales a las limitaciones termodinámicas.
A partir de este punto histórico comenzaron a darse desarrollos que aplicaban los principios de la ingeniería química en otros campos aparte de la química, por ejemplo en bioquímica para la producción en masa de antibióticos, o en ciencias de la computación para sistematizar el diseño y control de procesos. Estos avances han hecho que el nombre de ingeniería química tenga un carácter histórico que no refleja realmente los conceptos en ciencias físicas, ciencias de la vida y la computación que pueden emplearse en los diferentes campos de la transformación de la materia, por lo que este término debe reemplazarse por el término moderno y más amplio de ingeniería de procesos. Este concepto está basado en que los principios de la ingeniería química pueden emplearse en todas las industrias de procesos, es decir en las industrias que transforman materia y energía.

## Panorama general
La ingeniería de procesos implica llevar las necesidades del cliente a instalaciones de producción que convierten "materias primas" en componentes de valor agregado. Estos componentes se transportan a la siguiente etapa de la cadena de suministro, que puede ser operada por distribuidores o puntos de venta a granel.
Previo a la construcción de las instalaciones de producción, el trabajo de diseño de la ingeniería de procesos comienza con un diagrama de bloques que muestra las materias primas y las transformaciones (operaciones unitarias) que se desean. Posteriormente se realiza un diagrama de flujo de proceso (PFD), donde se especifican flujos de materia y su recorrido, equipos de almacenamiento y transformación (como columnas de destilación, mezcladores, reactores, bombas, etc.), así como una lista de todas las tuberías con las sustancias presentes en ellas y propiedades del material tales como densidad, viscosidad, distribución del tamaño de partícula, caudales, presión, temperaturas.
El diagrama de flujo del proceso se usa para desarrollar un diagrama de tuberías e instrumentación (P&ID) que incluye información de dimensionamiento de tuberías y transportadores y que permite especificar los controladores del proceso (como indicaciones de nivel de tanques, medidores de flujo de materiales, dispositivos de pesaje, indicadores de temperatura / presión, etc.). El P&ID se utiliza luego como base del diseño para desarrollar la "guía de operación del sistema" o "especificación de diseño funcional" que describe el funcionamiento del proceso.
Desde el P&ID, se puede ver el arreglo general de un diseño propuesto desde una vista aérea y una vista lateral. En la etapa de construcción de la planta están involucradas otras disciplinas de la ingeniería, como ingenieros civiles e ingenieros mecánicos. Una vez realizado el P&ID se realiza un estimativo del costo para obtener el diseño instalado y un cronograma para comunicar el proyecto. 
Dependiendo de la precisión del cálculo costo deseado y el cronograma requerido, se pueden realizar varias propuestas de diseños a los clientes quienes darán su retroalimentación. El ingeniero de procesos incorpora estas instrucciones adicionales (revisiones de alcance) en el diseño general y las estimaciones de costo adicionales, hasta que se apruebe el financiamiento del proyecto. Luego de la aprobación del financiamiento, el proyecto se ejecuta.